# Lego Star Wars: Rebuild the Galaxy
Lego Star Wars: Rebuild the Galaxy är en amerikansk miniserie, baserad på Lego Star Wars-franchisen. Serien hade premiär på Disney+ den 13 september 2024 och består av 4 avsnitt. Samtliga avsnitt släpptes samtidigt.

## Rollista (i urval)

### Engelska originalröster
- Gaten Matarazzo – Sig Greebling
- Tony Revolori – Dev Greebling
- Bobby Moynihan – Jedi Bob
- Marsai Martin – Yesi Scala
- Michael Cusack – Servo
- Ahmed Best – Darth Jar Jar
- Mark Hamill – Luke Skywalker
- Naomi Ackie – Jannah
- Anthony Daniels – C-3PO
- Kelly Marie Tran – Rose Tico
- Billy Dee Williams – Lando Calrissian

## Produktion
Den 6 maj 2024, två dagar efter Star Wars-dagen, tillkännagavs det att en miniserie baserad på varumärket Lego Star Wars skulle ha premiär på Disney+. Samma dag släpptes en teaser-trailer för serien, och det meddelandes det att både Ahmed Best och Mark Hamill skulle återuppta sina roller som Jar Jar Binks och Luke Skywalker från Skywalker Saga-filmerna.
Under D23 den 9 augusti 2024 tillkännagavs det att Anthony Daniels, Kelly Marie Tran och Billy Dee Williams skulle återuppta sina roller som C-3PO, Rose Tico och Lando Calrissian, samt att Naomi Ackie återvänder som Jannah från Star Wars: The Rise of Skywalker (2019).